# Úštěk (hrad)
Úštěk je hrad částečně přestavěný na pivovar ve stejnojmenném městě v okrese Litoměřice. Nachází se v jihozápadní části náměstí v nadmořské výšce 240 metrů. Tvoří ho domy čp. 3 a 86 chráněné od roku 1964 jako kulturní památky. K hradnímu opevnění patřila také tzv. Pikartská věž.

## Historie
Hrad nechali ve starším městě postavit Berkové z Dubé pravděpodobně na počátku 15. století. Po smrti Jindřicha Škopka z Dubé v roce 1395 se v držení města střídali synové Aleš s Jindřichem. Když Jindřichův syn zemřel před dosažením plnoletosti, získal celé město a hrad Aleš, který ho roku 1426 prodal Václavu Cardovi z Petrovic. Ten byl známým zastáncem husitů, a dostával se proto do častých sporů s okolními katolickými pány, až Zikmund z Vartenberka na Děčíně roku 1428 Úštěk dobyl a vypálil. Vzápětí nechal hrad obnovit a sám se věnoval správě města (později také se synem Václavem).

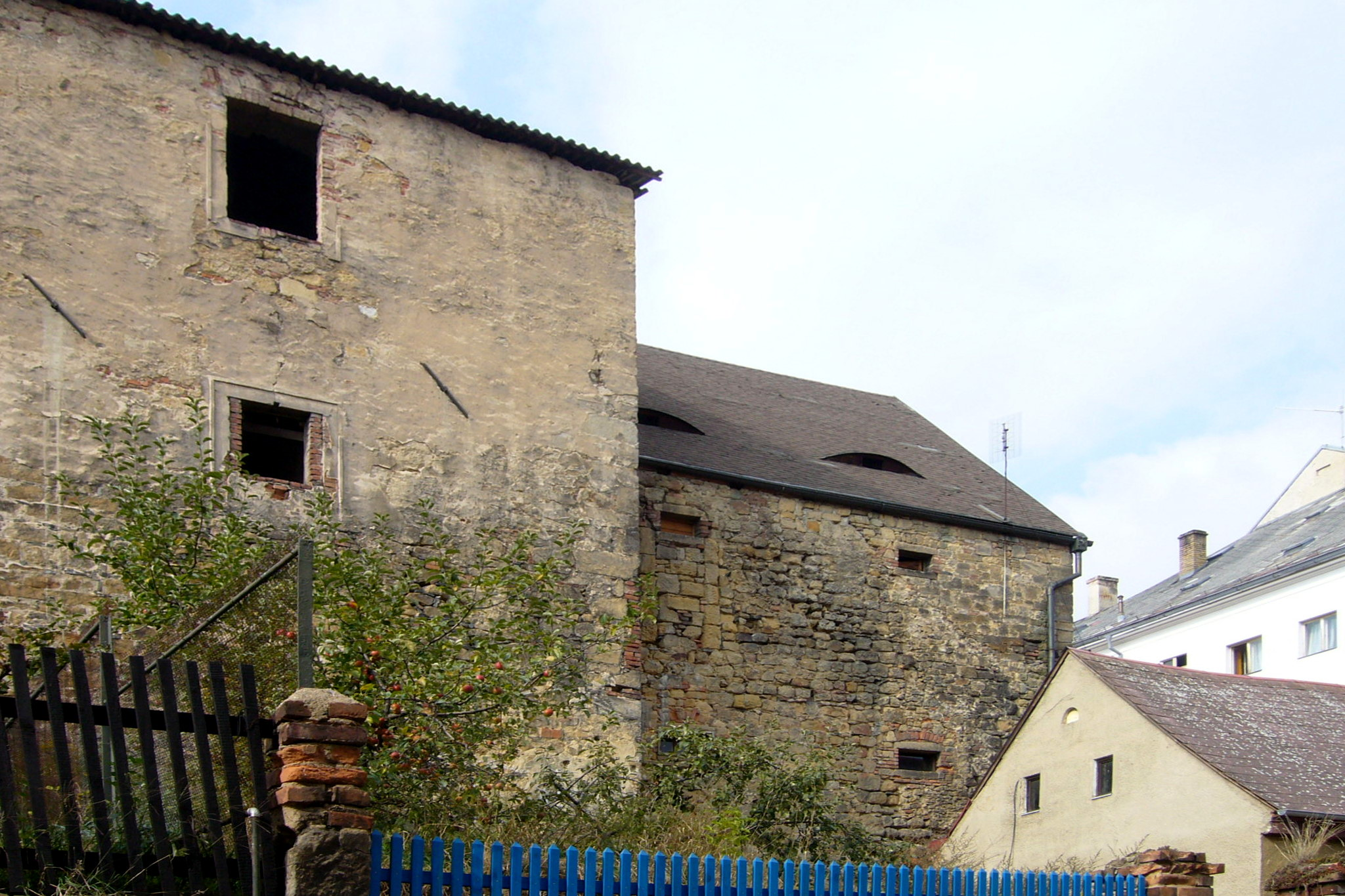
Část hradního paláce s východní přístavbou

Roku 1471 město zdědil Sezima z Ústí, a když zemřel, bylo rozděleno na dvě části, o které se podělili jeho synové. Později patřila jedna polovina Sezimům z Ústí, kteří o ni přišli za účast na stavovském povstání, a druhou polovinu vlastnil Mikuláš Gersdorf z Gersdorfu. I on o svou část za účast na povstání přišel a ta v roce 1622 připadla Janu z Merode a o rok později ji získali litoměřičtí jezuité. Část, která předtím patřila Sezimům z Ústí, dostala jezuitská kolej svatého Klimenta na Novém Městě pražském a v roce 1675 od litoměřické koleje koupila zbývající polovinu. V majetku jezuitů hrad zůstal až do roku 1773. V roce 1779 získalo hradní budovy úštěcké právovárečné měšťanstvo, které hrad přestavělo na sladovnu.

## Stavební podoba
Půdorys hradu byl přibližné obdélný a zachovával systém městských parcel. Do náměstí zasahoval pouze příkop, který hrad obepínal ze tří stran. Kromě příkopu hrad chránila hradba, která na jihu tvořila součást městského opevnění. Hradní jádro bylo v severovýchodní části areálu na čtvercovém půdorysu. Uvnitř stál trojprostorový palác se sklepy vytesanými do skály. Na severní straně paláce stál věžovitý přístavek. Po dobytí města v roce 1428 byla v předhradí do vnější hradby vestavěna mohutná čtverhranná obytná věž zvaná Pikartská.
Na začátku 16. století byl hradní palác zvýšen o jedno patro a na východě rozšířen o přístavbu. Po roce 1650 prošel barokními úpravami.